# Меро (коммуна)
Меро́ (фр. Méreau) — коммуна во Франции, находится в регионе Центр. Департамент — Шер. Входит в состав кантона Люри-сюр-Арнон. Округ коммуны — Вьерзон.
Код INSEE коммуны — 18148.

## География
Коммуна расположена приблизительно в 190 км к югу от Парижа, в 85 км южнее Орлеана, в 28 км к западу от Буржа.
По территории коммуны протекает река Арнон.

## Население
Население коммуны на 2008 год составляло 2278 человек.
| 1962 | 1968 | 1975 | 1982 | 1990 | 1999 | 2008 |
| ---- | ---- | ---- | ---- | ---- | ---- | ---- |
| 857  | 979  | 1352 | 1756 | 1989 | 2002 | 2278 |

## Экономика
В 2007 году среди 1435 человек в трудоспособном возрасте (15-64 лет) 1041 были экономически активными, 394 — неактивными (показатель активности — 72,5 %, в 1999 году было 71,4 %). Из 1041 активных работали 957 человек (479 мужчин и 478 женщин), безработных было 84 (29 мужчин и 55 женщин). Среди 394 неактивных 106 человек были учениками или студентами, 208 — пенсионерами, 80 были неактивными по другим причинам.

## Достопримечательности
- Замок Шевийи (XV век) с голубятней и мельницей XVII века. Исторический памятник с 1977 года[3]
- Замок Отри[фр.] (XVI век). Исторический памятник с 1988 года[4]
- Церковь Сен-Мартен (XII век)